# Thomas Schmitz
Thomas Schmitz (* 1960) je německý právník a vysokoškolský pedagog, který se zaměřuje na Právo Evropské unie.
Vystudoval právo na univerzitě v Göttingenu a absolvoval studijní pobyty na univerzitách v Aix-en-Provence a Granadě, později vyučoval na několika německých univerzitách. V roce 2005 se stal profesorem, v současnosti vyučuje na Lotyšské univerzitě a Rīgas Juridiskā augstskola.